# Кайнес

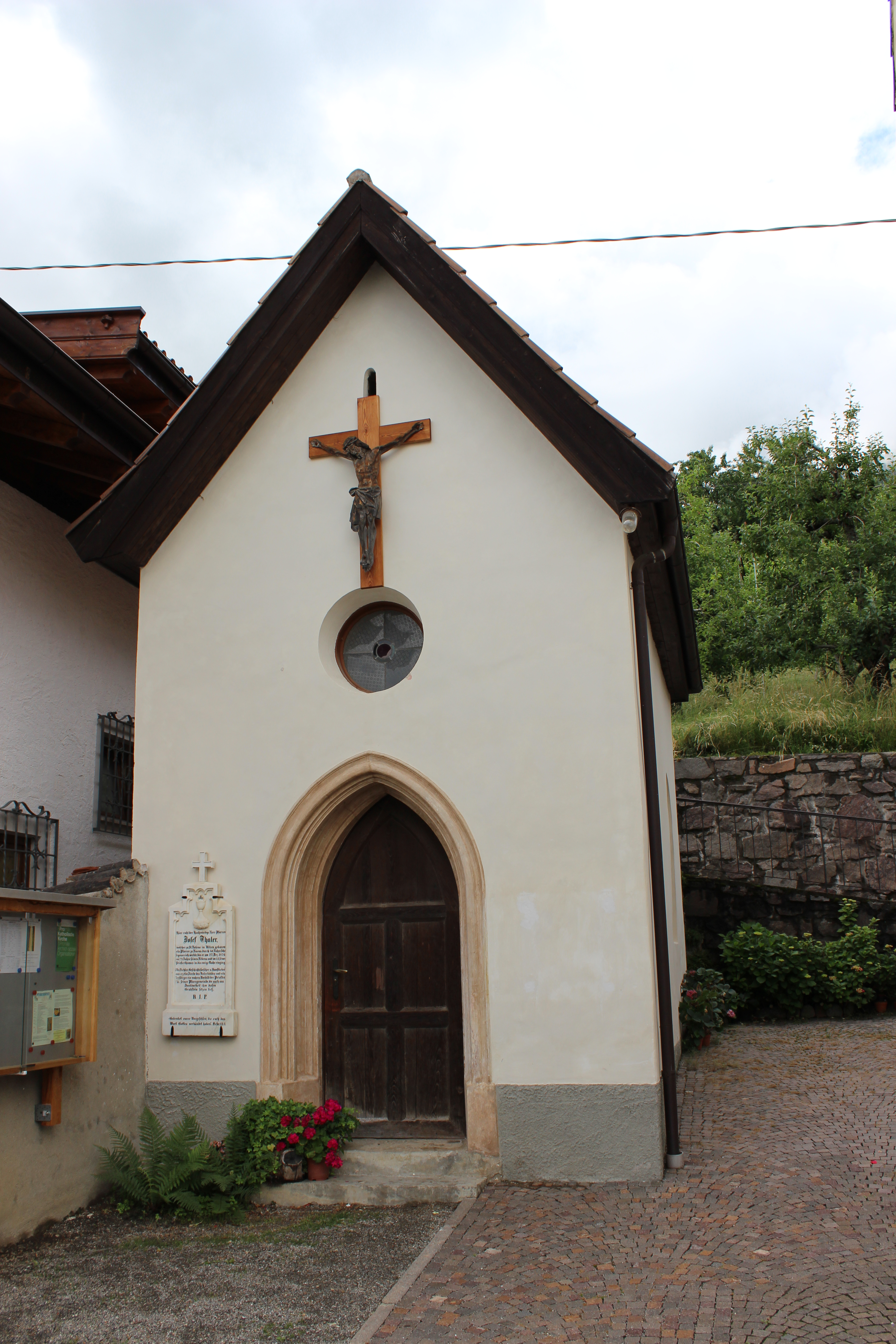
Храм свв. Маврикия и Корвиниана

Кайнес (итал. Caines) — коммуна в Италии, располагается в регионе Трентино — Альто-Адидже, в провинции Больцано.
Население составляет 319 человек (2008 г.), плотность населения составляет 319 чел./км². Занимает площадь 1 км². Почтовый индекс — 39010. Телефонный код — 0473.

## Демография
Динамика населения:

## Администрация коммуны
- Официальный сайт: https://web.archive.org/web/20100920220123/http://www.gvcc.net/soci/caines.htm